# Bonn
Bonn (AFI: /bɔn/; in passato italianizzato in Bonna) è una città extracircondariale di 331 885 abitanti della Germania situata al centro dell'Europa, nel Land della Renania Settentrionale-Vestfalia.
Dal 1597 al 1803 la città fu capitale del Principato vescovile di Colonia e residenza dell'Arcivescovo di Colonia. Fu poi capitale e sede degli enti federali della Repubblica Federale di Germania dal 1949 al 1990, continuando ad essere sede del governo federale tedesco fino al 1998, quando vi fu l'effettivo trasferimento degli uffici a Berlino. È anche la città natale del celebre musicista Ludwig van Beethoven.
È un importante snodo culturale, politico e commerciale ed incorpora altre due cittadine, Bad Godesberg e Beuel, con le quali forma un unico agglomerato. Occupa il 19º posto nella classifica delle città più popolose della Germania.
Dal 28 aprile 1994 Bonn è l'unica città tedesca a fregiarsi del titolo di Bundesstadt (città federale), che ne indica il ruolo di ex sede governativa.

## Geografia fisica

### Clima

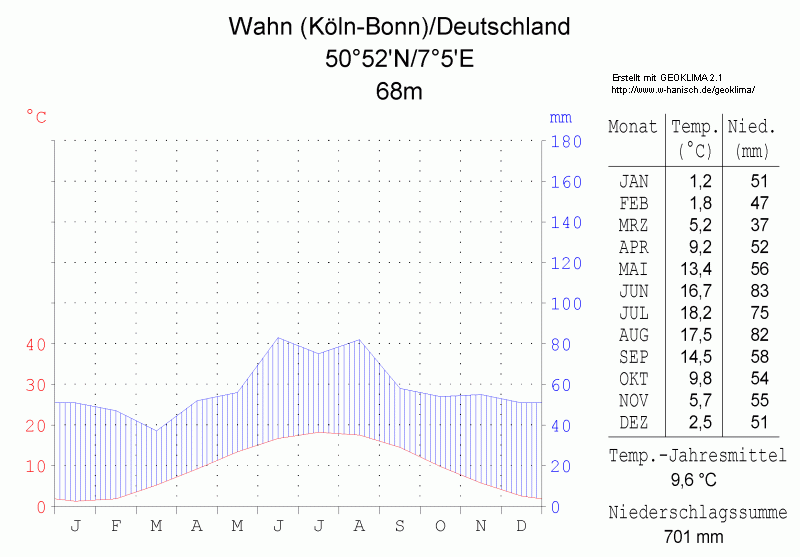
Diagramma climatico dell'Aeroporto Colonia/Bonn (circa a nord di Bonn).

La città di Bonn si trova all'interno di una zona a clima atlantico, caratterizzato da inverni poveri di neve, con una media di 56 giorni di gelo (temperature minime inferiori agli 0 °C) e solo 10 giorni di ghiaccio (temperature massime inferiori agli 0 °C), con una temperatura media nel mese di gennaio di 2,0 °C.
Le temperature medie in luglio si aggirano attorno ai 18,7 °C, le temperature medie in tutto l'anno si aggirano intorno ai 10,3 °C.
Questo porta l'area attorno a Bonn ad essere una delle regioni più calde di tutta la Germania.
Riguardo alle precipitazioni, Bonn si trova nella zona di scarse precipitazioni che confina a sud con la catena montuosa mediana tedesca. Le precipitazioni medie annue in città ammontano a 669 mm; in contrasto, le precipitazioni medie nell'Eifel superano gli 800 mm.
L'umidità dell'aria è piuttosto alta. Con 35 giorni di afa in media, Bonn si colloca ben al di sopra delle medie tedesche, tanto che i locali parlano di "Clima afoso di Bonn". Responsabili del clima afoso sono, in gran parte, le correnti d'aria nella conca cittadina; gran parte della massa d'aria proveniente da ovest viene poi arrestata dalla catena dell'Eifel a nord della città.
Il trovarsi sul fondo di una valle è inoltre responsabile delle temperature cittadine estive, mediamente più alte rispetto ai dintorni. In luglio infatti, la città è mediamente più calda di 3-5 °C rispetto alle zone circostanti.
Durante i mesi invernali e al disgelo il Reno è soggetto a straripamenti. Le zone maggiormente interessate da allagamenti sono le zone di Mehlem e Beuel.

## Storia
Nell'anno 10 a.C. i soldati romani diedero vita al primo ponte sul Reno della città di Bonn. Ufficialmente infatti il nome Bonna risale agli anni 13 e 9 a.C.
In questi 2 000 anni il tempo ha lasciato tracce ben visibili nella città: lo sviluppo dell'accampamento romano, la Villa Basilica e poi, la Residenza dei principi elettori, sede odierna dell'Università.
Bonn offre ai turisti un'infinità di attrattive, gran parte delle quali sono dovute al suo doppio ruolo: dal 1597 al 1794 infatti, fu capitale e residenza ufficiale degli arcivescovi-principi elettori di Colonia.
Questi fecero costruire a Bonn e dintorni grandiosi castelli e chiese molto interessanti; dal 1949 al 1990 invece fu la più giovane capitale d'Europa e vide l'edificazione di splendide ville (soprattutto nella cittadina di Bad Godesberg) appartenenti a diversi milionari (come la Villa Hammerschmidt, attuale sede del Presidente della Repubblica, e il Palazzo Schaumburg, che fino a pochi anni fa era la sede del Cancelliere) prima che venissero costruiti tutti gli edifici governativi: dal grattacielo dei deputati Langer Eugen agli edifici ministeriali, la nuova sede del Cancelliere e la nuova sala per le assemblee plenarie, e per finire, nel quartiere governativo, una vasta zona di musei (Museumsmeile).
L'immagine della città rivela gran parte della sua storia. A nord si ritrovano ancora oggi tracce dei romani, mentre a sud si può ammirare il moderno Langer Eugen (il lungo Eugenio) - il grattacielo dei deputati, emblema della politica.
Sul piano strettamente turistico, particolarmente degna di visita è la basilica, situata nel cuore della città, nella quale furono incoronati tutti i re dal 1314 al 1346; la doppia chiesa di Schwarzrheindorf e il castello in stile barocco di Poppelsdorf.
Ville di fine XIX secolo e stile Liberty danno il tocco finale all'immagine storica della città.
Dal 1873 è sede della Diocesi cattolica per i veterocattolici in Germania, membro tedesco dell'Unione di Utrecht.

## Monumenti e luoghi d'interesse

### Architetture civili

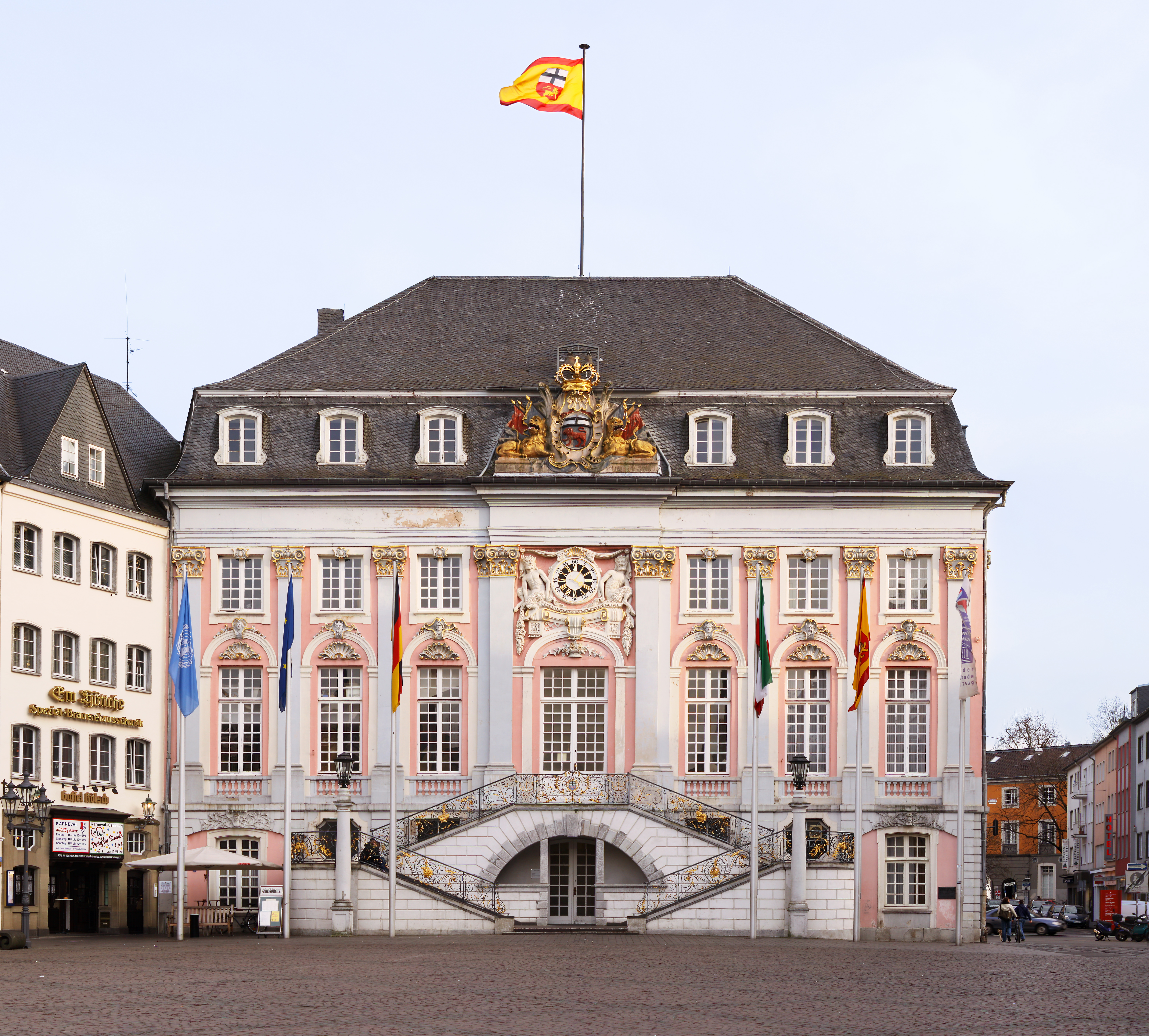
Il Municipio Vecchio in stile rococò.

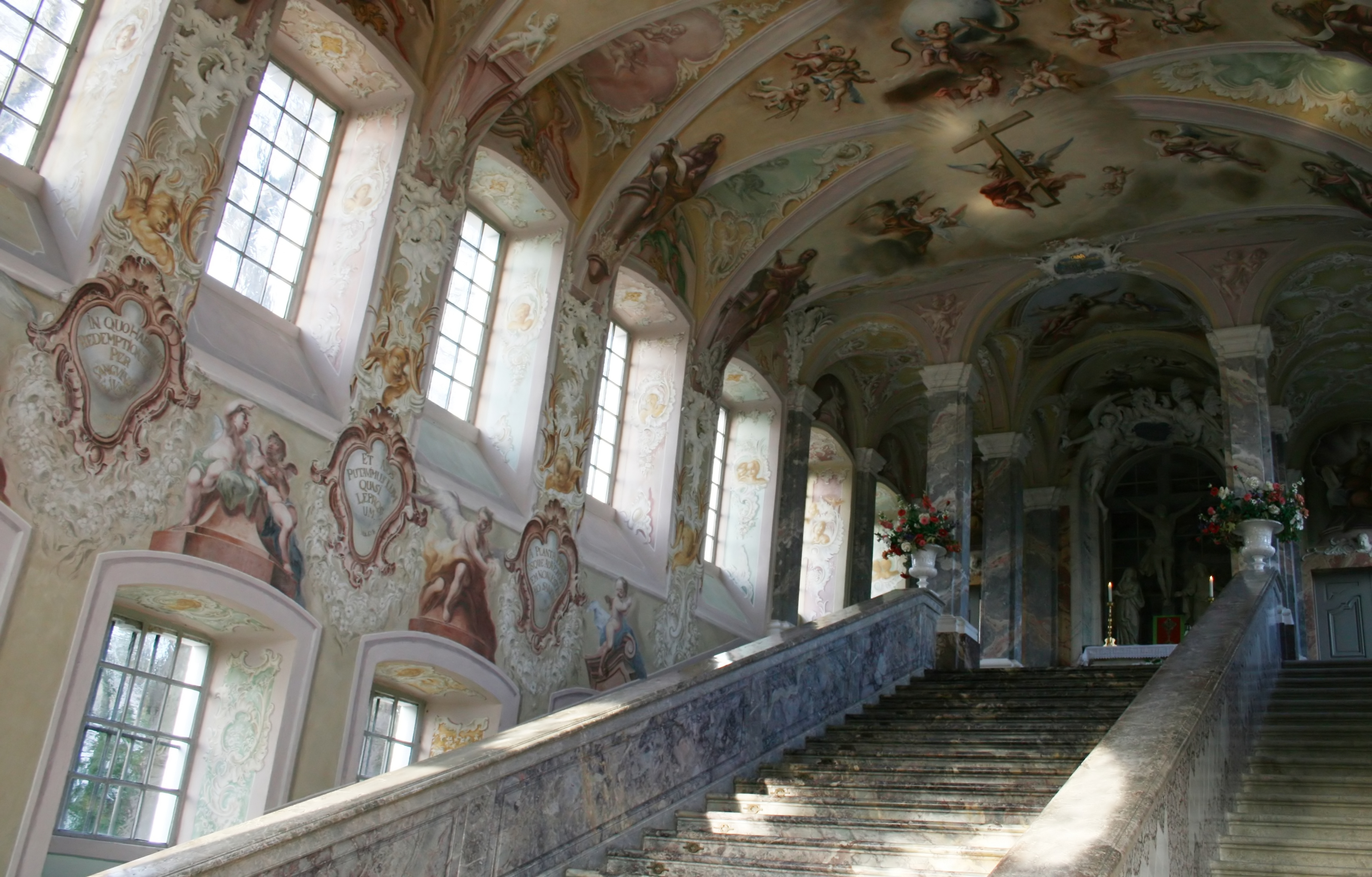
La Scala Santa della Kreuzbergkirche.

- Marktplatz. La Piazza del Mercato, è il centro della città, su cui si affaccia uno dei suoi simboli:
- Altes Rathaus. Il Municipio Vecchio, costruito in stile Rococò a partire dal 1737.
- Kurfürstliches Palais. Il Palazzo del Principe Elettore, ex residenza e sede dell'Elettorato di Colonia; oggi edificio principale dell'Università di Bonn, è un grande complesso barocco eretto a partire dal 1697.
- Poppelsdorfer Schloss. Il Castello di Poppelsdorf, costruito come luogo di riposo dei principi elettori nella prima metà del XVIII secolo, sorge in fondo la Poppelsdorfer Allee, un viale di castagni, che lo congiunge con il palazzo del Principe Elettore.
- Alter Zoll. L'antico pedaggio sorge fra il Palazzo del Principe Elettore e il Reno. È un bastione delle antiche fortificazioni di Bonn.
- Grattacieli. I tre edifici più alti della città sono la torre della WDR (Westdeutscher Rundfunk, radio della Germania occidentale), visibile in lontananza sul Monte di Venere (180 m), il Post Tower (162,5 m) e l'ex edificio dei Deputati Langer Eugen (114,7 m). La torre quadrata del duomo si posiziona settima tra gli edifici più alti con i suoi 82,4 m.

### Architetture religiose
- Bonner Münster. Il Duomo di Bonn, dedicato ai Santi Cassio e Fiorenzo, è uno dei simboli della città. Fu edificato nell'XI secolo.
- Namen-Jesu-Kirche. La Chiesa del Nome di Gesù, nella Bonngasse, fu edificata nel cosiddetto stile gotico dei Gesuiti.
- Kreuzbergkirche. Il Santuario di Kreuzberg venne eretta nel 1627-28 sul un luogo di culto paleocristiano per volere dell'arcivescovo e principe elettore Ferdinando di Baviera. Nel 1746 Clemente Augusto di Baviera, fece ampliare la chiesa da Balthasar Neumann attraverso l'aggiunta della Scala Santa.

Alle chiese più antiche appartiene la Doppelkirche (chiesa doppia) a Schwarzrheindorf. Nella Chiesa di San Remigio, ex Chiesa dei Fratelli nella Brüdergasse, si trova il catino dove fu battezzato Beethoven. La Chiesa vetero-cattolica di San Cipriano, di nuovo consacrata nel 1957, si trova nella Adenauerallee.
Numerose tombe di personalità eminenti, mausolei e monumenti di scultori illustri fanno dell'Alter Friedhof (vecchio cimitero) uno dei cimiteri più noti della Germania. Qui, ad esempio, riposano la madre di Beethoven, nonché Robert e Clara Schumann. Nel XIX secolo la Georgskapelle (cappella di Giorgio) fu trasferita al cimitero. Dal XIII secolo essa apparteneva ai palazzi della Commenda Ramersdorf. Numerose tombe e monumenti sepolcrali molto interessanti dal punto di visto architettonico possono essere visitati anche al cimitero di Poppelsdorf.

### Natura e parchi
Per la Bundesgartenschau del 1979, i prati del Reno e le aree agricole a sud del quartiere governativo (“Regierungsviertel”) sono stati trasformati in un grande parco paesaggistico di 160 ettari: la Rheinaue. Il parco serve oggi come area ricreativa ed è teatro di grandi manifestazioni come concerti, feste e mercati delle pulci.
La città ospita inoltre diversi più piccoli parchi. Il Kurpark a Bad Godesberg è il più grande tra questi. È stato originariamente creato come parco di cura ed ospita alcune piante rare.
I campi di Meßdorf, tra Endenich, Dransdorf, Lessenich e Duisdorf sono, grazie alla loro posizione rispetto al vento, importanti per il clima del centro di Bonn e rappresentano l'unica superficie agricola all'interno della zona urbana.

## Cultura

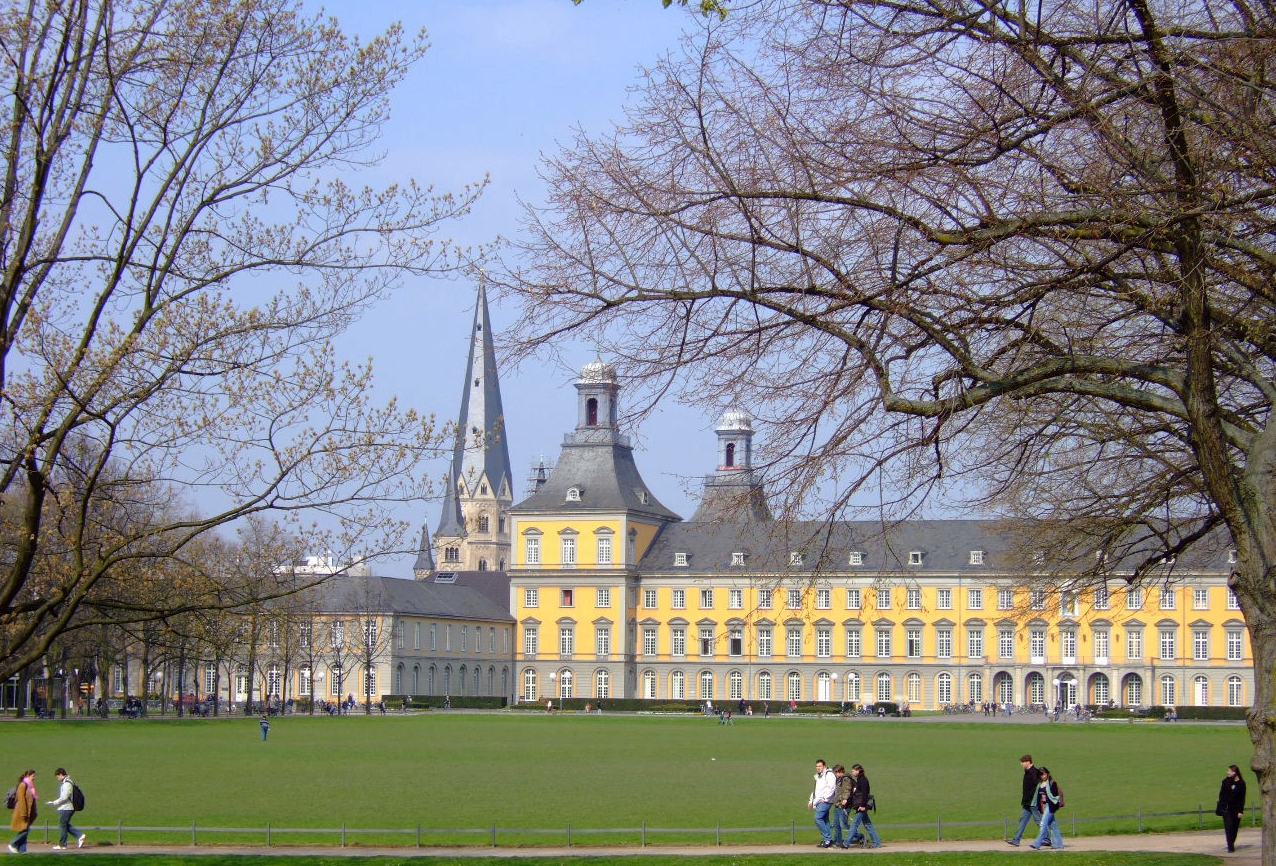
Duomo dei Santi Cassio e Fiorenzo sullo sfondo e Hofgarten con il Palazzo del Principe Elettore, oggi Università.

Bonn dispone di numerosi musei di grande valore, come la Galleria d'Arte (Bundeskunsthalle), il nuovo Museo d'Arte (Kunstmuseum) e numerosissime altre gallerie d'arte. Passeggiando lungo la riva del Reno si può arrivare alla Sala Beethoven, alla Vecchia Dogana, alla Villa Hammerschmidt ed infine a Bad Godesberg, il quartiere dove risiedono i diplomatici, da dove si può godere di una splendida vista sul leggendario gruppo montuoso Siebengebirge con Drachenfels, Drachenburg e Petersberg. Altri edifici storici sono:
- Botanischer Garten (Giardino botanico)
- Poppelsdorfer Schloss
- UN Campus
- Università di Bonn
- Haus der Geschichte (Museo storico)

### Videogiochi
La città è citata più volte e ambientata come missione nel gioco Resistance: Retribution per PlayStation Portable.

### Film
A Bonn sono state girate alcune scene del film Ex - Amici come prima!.

### Televisione
Bonn ha ospitato una puntata dell'edizione 1979 di Giochi senza frontiere.

## Patria di Beethoven

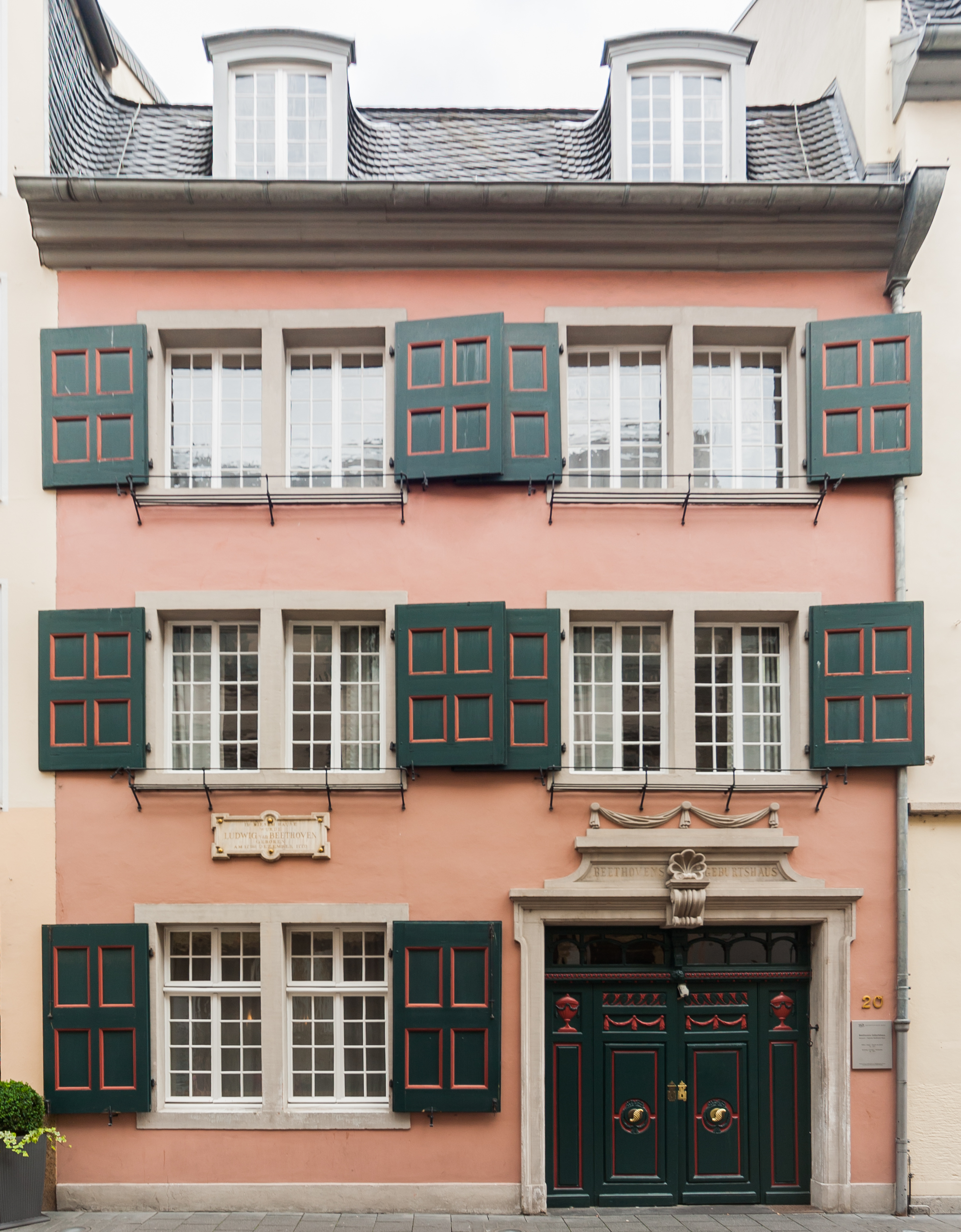
La casa di Beethoven.

Bonn è anche nota come la città della musica. Qui nacque nel 1770 Ludwig van Beethoven. Un monumento è stato eretto in sua memoria e la sua musica viene ricordata con festival internazionali. Anche la sua casa natale con museo annesso vale la pena di essere visitata, poiché è una caratteristica casa patrizia, in stile barocco, risalente al periodo dei principi elettori.

## Geografia antropica

### Suddivisioni amministrative

Distretti urbani e quartieri di Bonn

Bonn è suddivisa in 4 distretti urbani (Stadtbezirk), a loro volta suddivisi in 51 quartieri (Ortsteil):
| Distretto     | Superficie | Abitanti | Quartieri |
| ------------- | ---------- | -------- | --- |
| Bad Godesberg | 11,35 km²  | 74875    | Alt-Godesberg, Friesdorf, Godesberg-Nord, Godesberg-Villenviertel, Heiderhof, Hochkreuz, Lannesdorf, Mehlem, Muffendorf, Pennenfeld, Plittersdorf, Rüngsdorf, Schweinheim                                                                 |
| Beuel         | 7,18 km²   | 56207    | Beuel-Mitte, Beuel-Ost, Geislar, Hoholz, Holtorf, Holzlar, Küdinghoven, Limperich, Oberkassel, Pützchen/Bechlinghoven, Ramersdorf, Schwarzrheindorf/Vilich-Rheindorf, Vilich, Vilich-Müldorf                                              |
| Bonn          | 24,2 km²   | 109320   | Auerberg, Bonn-Castell, Bonn-Zentrum, Buschdorf, Dottendorf, Dransdorf, Endenich, Graurheindorf, Gronau, Ippendorf, Kessenich, Lessenich/Meßdorf, Nordstadt, Poppelsdorf, Röttgen, Südstadt, Tannenbusch, Ückesdorf, Venusberg, Weststadt |
| Hardtberg     | 5,59 km²   | 24909    | Brüser Berg, Duisdorf, Hardthöhe, Lengsdorf |

## Economia
Al pari di molte altre città del Nord-Ovest, anche Bonn ha un elevato sviluppo economico. Nell'ex capitale si trovano i quartieri generali di Deutsche Telekom, della sua sussidiaria T-Mobile e di Deutsche Post, l'azienda fotovoltaica SolarWorld, fabbriche di birra Kölsch e la sede principale dell'azienda dolciaria Haribo.

## Infrastrutture e trasporti
L'aeroporto di Colonia/Bonn si trova circa a 15 km a nord della città.

## Amministrazione

### Gemellaggi
- Oxford, dal 1947
- Tel Aviv, dal 1983
- Potsdam, dal 1988
- Budafok, dal 1991
- Opole, dal 1997 (contatti stabiliti nel 1954)
- La Paz, dal 1996